# Симонов, Василий Александрович
Василий Александрович Симонов (15 марта 1928, Казанка, КазАССР — 4 октября 1999, Казанка, Северо-Казахстанская область) — управляющий отделением совхоза «Островский» Пресновского района Северо-Казахстанской области. Герой Социалистического Труда (1967).

## Биография
Василий Александрович Симонов родился 15 марта 1928 года в крестьянской семье в селе Казанка Казанского сельсовета Пресновского района Кзыл-Джарского округа Казакской АССР РСФСР, ныне село — административный центр Казанского сельского округа Жамбылского района Северо-Казахстанской области Республики Казахстан.
С 1942 года трудился разнорабочим в сельхозартели (колхозе) «Прибой» Пресновского района.
С 1948 по 1951 года проходил воинскую службу в Советской Армии, был помощником командира взвода. В армии получил специальность тракториста.
После армии возвратился в родное село, где трудился учётчиком тракторной бригады, заместителем председателя колхоза «Прибой». С 1961 года после организации совхоза «Островский» трудился бригадиром тракторной бригады, в 1962 и 1963 годах бригада добилась лучших в районе урожаев и завоевала первенство в социалистическом соревновании.
Вступил в КПСС.
В 1963 году стал управляющим отделением совхоза «Островский».
Будучи заведующим отделением, применял передовые агрономические методы, в результате чего в совхозе значительно возрос урожай зерновых. Указом Президиума Верховного Совета СССР от 19 апреля 1967 года за достигнутые успехи в увеличении производства и заготовок зерна в 1966 году удостоен звания Героя Социалистического Труда с вручением ордена Ленина и золотой медали «Серп и Молот».
В 1970 году избран председателем колхоза имени Ленина в селе Железное Пресновского района Северо-Казахстанской области Казахской ССР.
С 1977 года проживал в Половинском районе Курганской области. Трудился директором Воскресенского межколхозного предприятия по производству говядины на промышленной основе. В 1978 году избран председателем колхоза «Искра» Воскресенского сельсовета Половинского района. 
В 1979 году окончил Макушинский зооветеринарный техникум по специальности «зоотехния».
С 1983 по 1988 год — сторож-пожарник колхоза «Искра» Половинского района.
Избирался членом Северо-Казахстанского обкома Коммунистической партии Казахстана, депутатом Пресновского и Половинского районных Советов народных депутатов.
В 1988 году вышел на пенсию и вернулся в родное село Казанка Пресновского района Северо-Казахстанской области, где продолжал заниматься крестьянским трудом. 
Василий Александрович Симонов скончался 4 октября 1999 года <где?>. Похоронен <где?>.

## Награды
- Герой Социалистического Труда — указом Президиума Верховного Совета СССР от 19 апреля 1967 года
  - Орден Ленина № 390452
  - Медаль «Серп и Молот» № 14942
- Юбилейная медаль «За доблестный труд. В ознаменование 100-летия со дня рождения Владимира Ильича Ленина», 1970 год
- Медаль «За доблестный труд в Великой Отечественной войне 1941—1945 гг.»
- Медаль «Ветеран труда»
- Медаль «За освоение целинных земель»